# Kenzingen

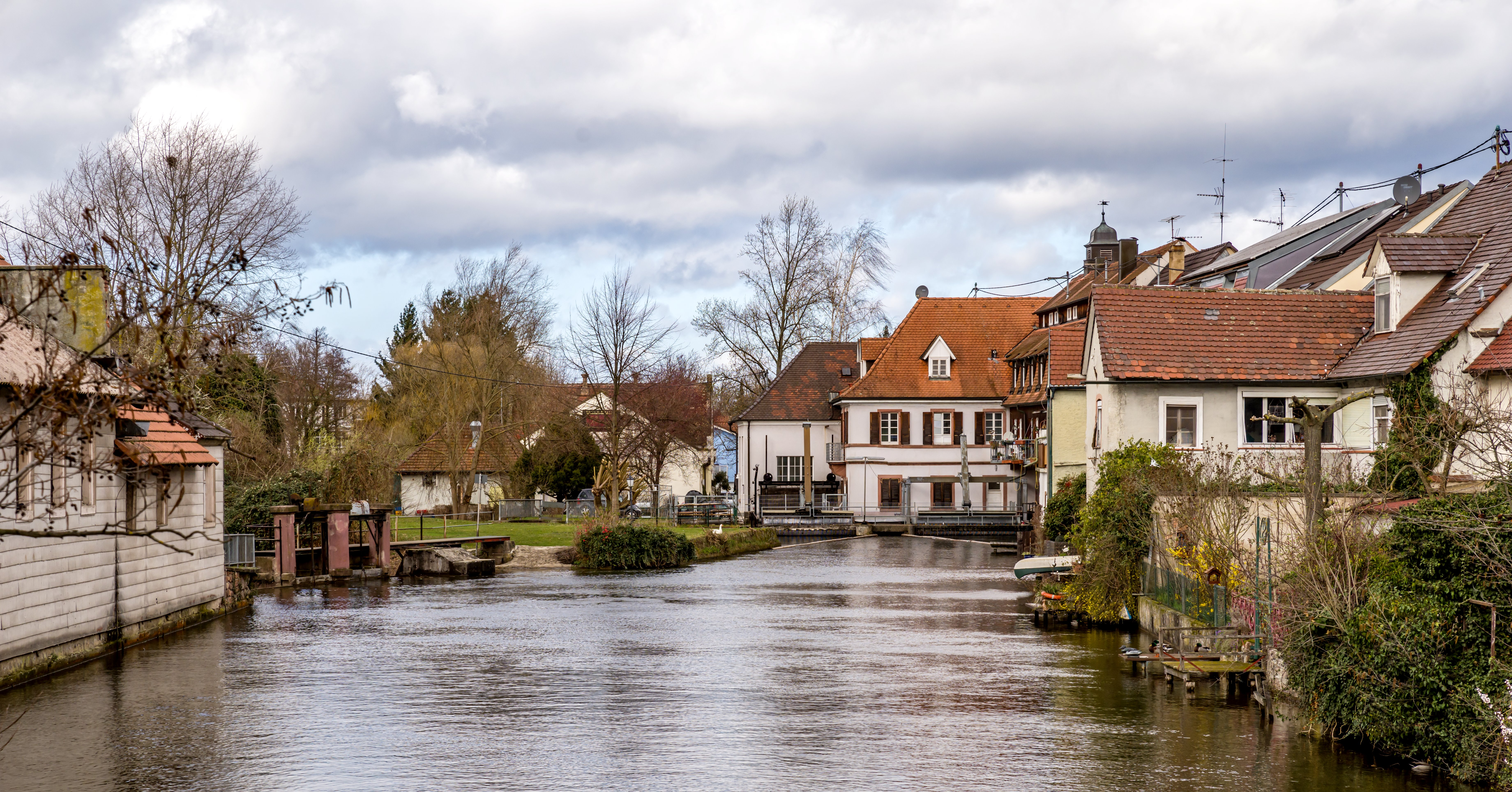
Blick auf die alte Elz von der Elzbrücke aus, am Eingang zum Ortszentrum

Kenzingen ist eine Kleinstadt im nördlichen Breisgau; sie gehört zum Landkreis Emmendingen im deutschen Bundesland Baden-Württemberg.

## Geografie
Kenzingen liegt in der Oberrheinebene am Westrand des Schwarzwalds an der Alten Elz etwa 30 km nördlich von Freiburg im Breisgau. Aufgrund der geographischen Lage wird Kenzingen auch „Perle im Breisgau“ genannt. Seit dem 1. Oktober 2024 führt Kenzingen die offizielle Zusatzbezeichnung „Breisgaustadt“.

### Stadtgliederung
Die Stadt besteht aus den Stadtteilen Bombach, Hecklingen, Kenzingen und Nordweil. Die räumlichen Grenzen der Stadtteile sind identisch mit denen der früher selbstständigen Gemeinden gleichen Namens. Die Stadtteile bilden zugleich Wohnbezirke im Sinne der baden-württembergischen Gemeindeordnung und mit Ausnahme des Stadtteils Kenzingen sind in den Ortschaften im Sinn der baden-württembergischen Gemeindeordnung jeweils eigene Ortschaftsräte und Ortsvorsteher als deren Vorsitzende sowie örtliche Verwaltungsstellen mit der Bezeichnung „Ortschaftsverwaltung“ eingerichtet.
Zum Stadtteil Kenzingen gehören die Stadt Kenzingen, der Weiler Wonnental, die Höfe Auhof, Hof Mundinger und Kirnhalder(Maier)hof und die Wohnplätze Im Kaisergrün, Kirnhalden, Forsthaus Muckental, Hammerschmiede Muckental, Muckenmühle und Hof Hepp Muckental.
Zu den drei anderen Stadtteilen gehören jeweils nur die gleichnamigen Dörfer. Im Stadtteil Kenzingen liegen darüber hinaus die abgegangenen Ortschaften Langenbogen und Altenkenzingen und im Stadtteil Nordweil liegen die abgegangenen Ortschaften Bramenweiler, Hochstetten (?) und Furnik.

## Geschichte

### Geschichte der Stadtteile

#### Kenzingen

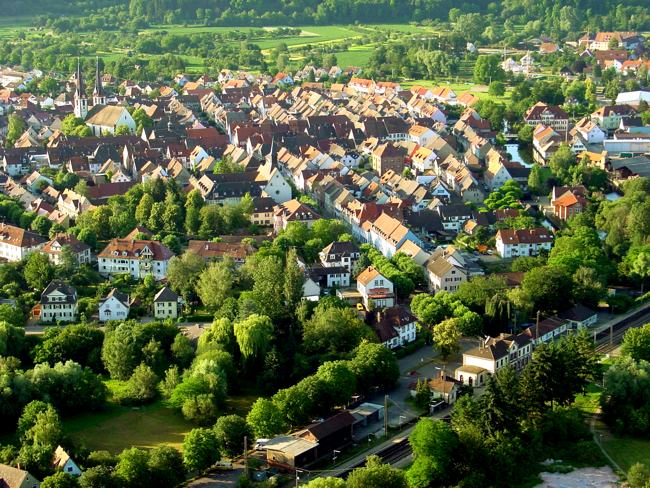
Luftbild von Kenzingen

Kenzingen wird erstmals 772 im Lorscher Codex erwähnt:
In Gottes Namen will ich, Eckehart, zum Heile meiner Seele ein gutes Werk verrichten.
Es soll dem heiligen Märtyrer 'N (Nazarius) zugutekommen, dessen Leib im Lorscher Kloster ruht, das vom ehrwürdigen Abt Gundeland betreut wird. Ich schenke alles, was ich bisher in pago Brisgowe (im Breisgau), in Kencinger marca (in der Gemarkung Kenzingen n. Freiburg) besessen habe, nämlich Hofreiten, Leibeigene, Wälder, Wiesen, Weinberge, Wohnhäuser, Wirtschaftsbauten und Wasser-vorkommen. Alles soll ewiges Eigentum sein. Rechtskräftige Fertigung.
Geschehen in monasterio \auns\i(amensi = im Lorscher Kloster) am 18. Dezember im 5. Jahr (772) des Königs Karl.
Das Kloster Lorsch hatte in dieser Zeit umfangreichen Besitz im nördlichen Breisgau.
Die Könige Karl der Dicke und Otto der Große schenken im 10. Jahrhundert Besitzungen in Kenzingen an das Kloster Andlau sowie das schweizerische Kloster Einsiedeln.
Spätestens um 1200 gerät der Ort unter die Herrschaft der Herren von Üsenberg, 1249 verleiht Rudolf II. von Üsenberg Kenzingen die Stadtrechte. Nach dem Aussterben der Kenzinger Linie der Üsenberger werden die Markgrafen von Hachberg 1354 neue Ortsherren. Nachdem über Markgraf Heinrich IV. die Reichsacht verhängt wurde, fällt Kenzingen 1359 an Österreich und gehört dort zum Landesteil Vorderösterreich. Kurzfristig ist die Stadt von 1415 bis 1427 Freie Reichsstadt, fällt dann aber in Habsburgischen Besitz zurück. Infolge des Reichsdeputationshauptschlusses fällt Kenzingen 1806 an das Großherzogtum Baden.
2024 feiert die Stadt das 775-jährige Stadtjubiläum.

#### Bombach

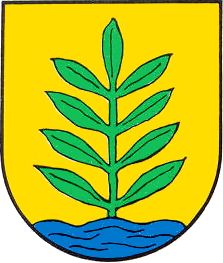
Bombach

Die erste urkundliche Erwähnung Bombachs erfolgte im Jahr 1144. Das Dorf gehörte damals zum Kloster St. Trudbert im Münstertal. Im 13. Jahrhundert fiel der Ort an die Herren auf der Kirnburg. Später kam er an das Haus Habsburg und blieb bis 1805 habsburgisch. Am 1. Dezember 1971 wurde Bombach nach Kenzingen eingemeindet. Mit rund 650 Einwohnern ist Bombach der kleinste Ortsteil Kenzingens. Durch sein Weinfest am 1. Augustwochenende am Hummelberg, das seit 1978 veranstaltet wird, ist der Ort über die Region hinaus bekannt geworden.
Siehe auch: Bombach (Kenzingen)

#### Hecklingen

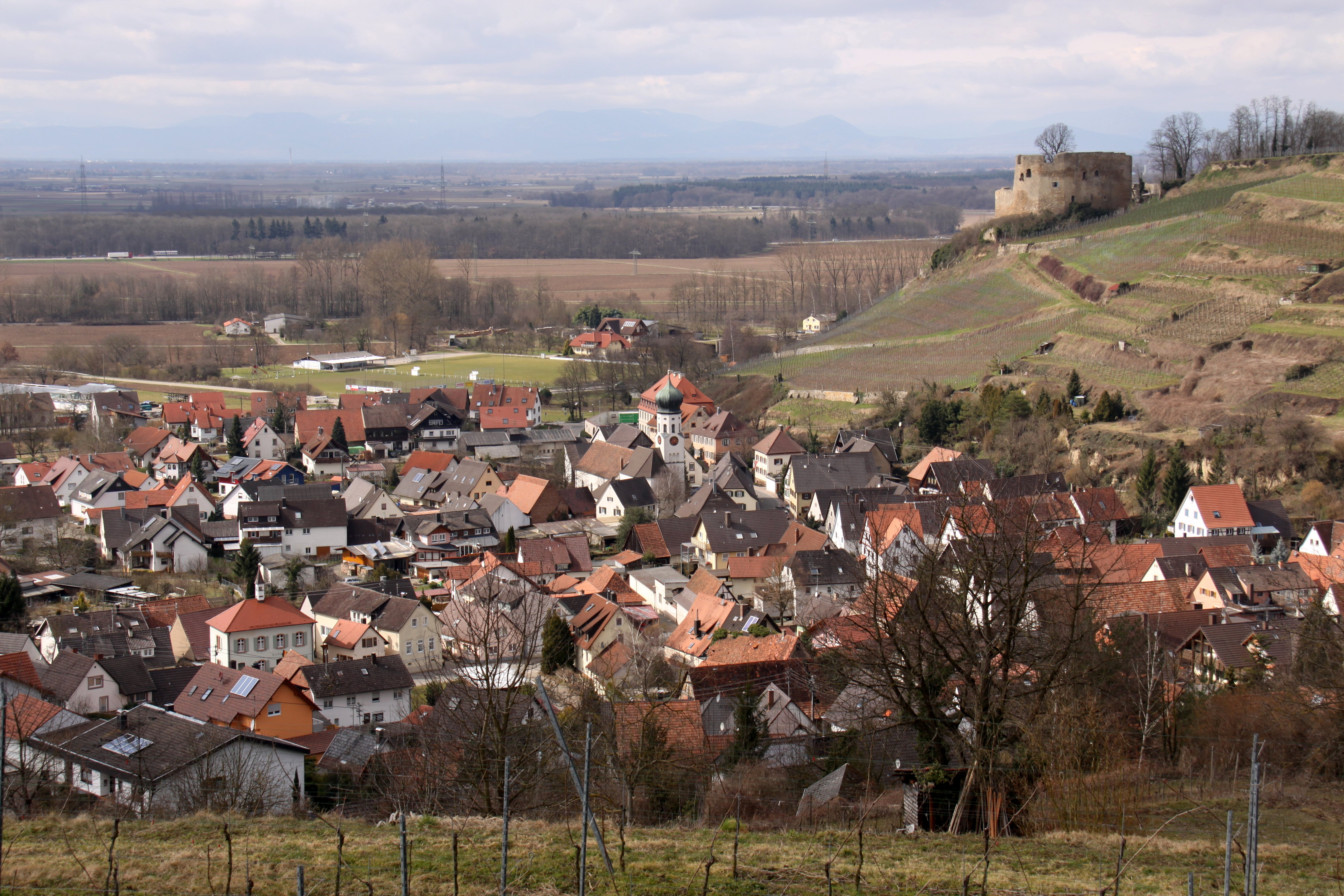
Hecklingen von Südosten

Hecklingen

Da der Ort am Anfang der Freiburger Bucht an alten Handelswegen verkehrsgünstig lag, waren vermutlich bereits keltische Stämme hier sesshaft. Nach der Römerzeit war Hecklingen im 6. Jahrhundert eine alemannische Siedlung. Der Name Hecklingen bedeutet, dass sich an dieser Stelle Leute des Haggilo oder Heggilo niederließen.
Im Rotulus Sanpetrinus, einem Güterverzeichnis des Klosters St. Peter auf dem Schwarzwald, wurde im Jahre 1112 festgehalten, dass ein Bertold von Hakkelingen dem Kloster einen Acker bei Malterdingen für 13 solidi verkauft hat.
Die ersturkundliche Erwähnung Hecklingens geschah am 27. Januar 1147 durch Papst Eugen III.  In dieser Urkunde bestätigt der Papst dem Kloster St. Peter auf dem Schwarzwald Besitzungen und Rechte an mehr als 40 Orten. Darunter befindet sich auch ein Hof in Haegelingen.
Die oberhalb Hecklingens gelegene Burg Lichteneck wurde im 13. Jahrhundert erbaut.
Die Zähringer waren im 12. Jahrhundert die Herren des Ortes, ihnen folgten die Grafen von Freiburg sowie die Herren von Üsenberg. Durch eine Heirat fiel der Ort in den Besitz die Pfalzgrafen von Tübingen. Im Jahr 1774 ließ sich die Familie von Graf Rudolf von Hennin im Ort nieder, die auch das Schloss unterhalb der Burg errichtete. Seit 1805 gehörte Hecklingen zum Großherzogtum Baden. Am 1. Januar 1974 wurde Hecklingen nach Kenzingen eingemeindet.

#### Nordweil

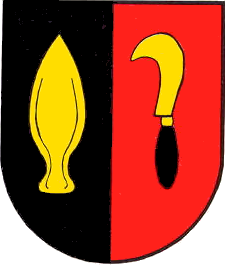
Nordweil

Die erste urkundliche Nennung des Ortes Nordweil erfolgte im Jahr 1095. Der Ort gehörte zu dieser Zeit dem Kloster Alpirsbach und wurde vor Ort von den Herren von Üsenberg regiert. Nach der Auflösung des Klosters in der Reformation ging der Besitz an das Herzogtum Württemberg über, seit 1805 gehörte Nordweil zum Großherzogtum Baden. Am 1. Dezember 1971 wurde Nordweil nach Kenzingen eingemeindet.

### Einwohnerentwicklung
| Jahr | Einwohner |
| 1300 | 1000      |
| 1615 | 2000      |
| 1648 | 300       |
| 1721 | 900       |
| 1871 | 4105      |
| 1900 | 4046      |
| 1925 | 4477      |
| 1950 | 5452      |
| 1961 | 6517      |

| Jahr | Einwohner |
| 1970 | 6821      |
| 1990 | 7634      |
| 1995 | 8526      |
| 2000 | 8884      |
| 2005 | 9132      |
| 2010 | 9232      |
| 2015 | 9752      |
| 2017 | 10.009    |
| 2018 | 10.052    |

Quelle für die Zahlen ab 1871: Statistik Kommunal – Kenzingen, Statistisches Landesamt Baden-Württemberg, Zahlen davor: Schätzung

## Politik

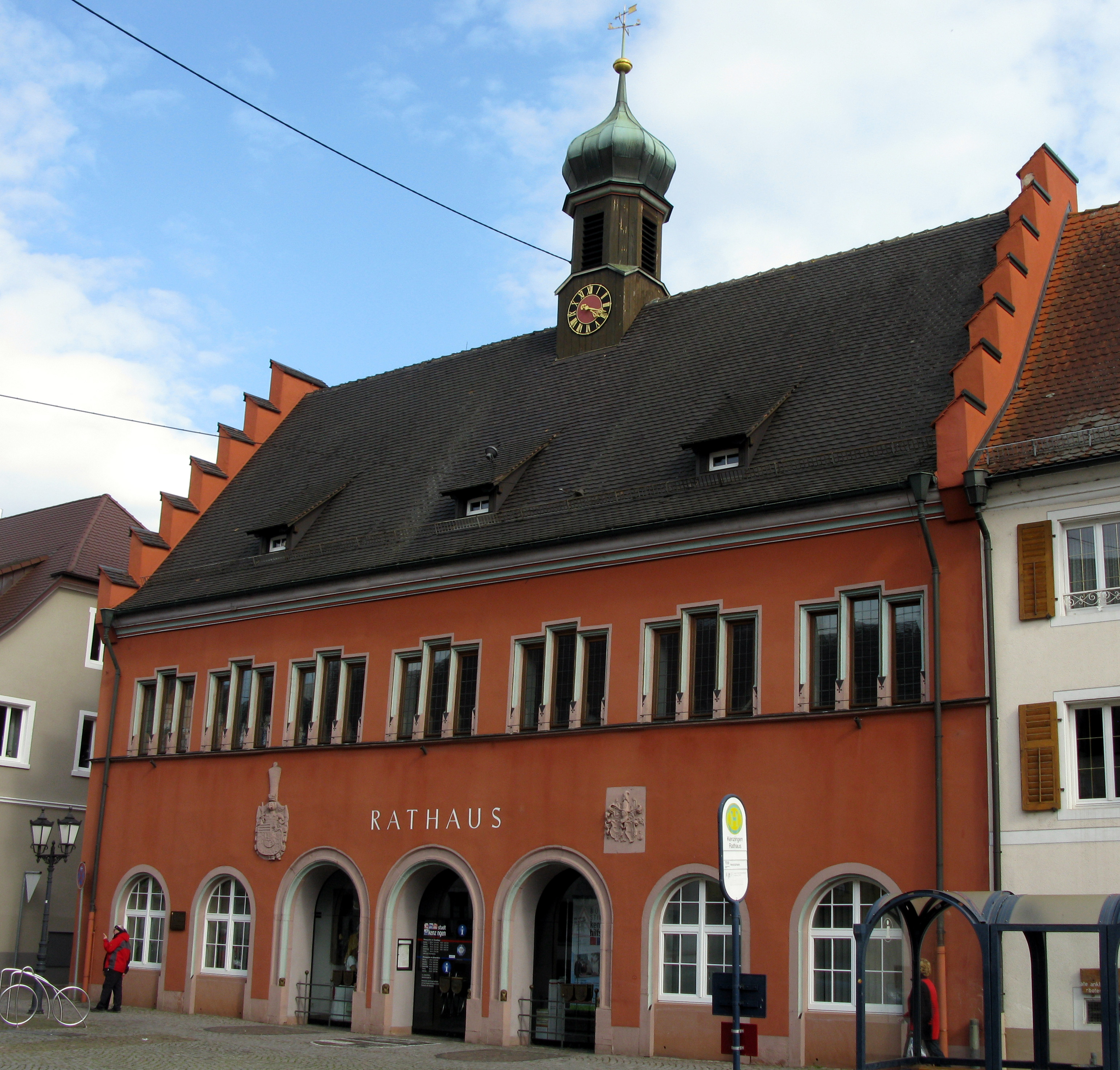
Rathaus

### Gemeinderat
Die Kommunalwahl am 9. Juni 2024 fand erstmals ohne unechte Teilortswahl statt und ergab bei einer Wahlbeteiligung von 60,7 % (+ 2,6 %) folgende Verteilung der 22 Sitze (2019: 19 mit 1 Ausgleichsmandat) im Gemeinderat der Stadt Kenzingen:
| Partei / Liste                                | Stimmenanteil | G/V %p | Sitze | G/V |
| Christlich Demokratische Union (CDU)          | 25,0 %        | − 0,8  | 6     | − 2 |
| Sozialdemokratische Partei Deutschlands (SPD) | 14,4 %        | + 0,4  | 3     | ± 0 |
| Freie Demokratische Partei (FDP)              | 9,6 %         | – 0,7  | 2     | ± 0 |
| Freie Wähler/Bürgervereinigung (FW/BVK)       | 19,9 %        | − 3,3  | 4     | − 1 |
| Aktive Bürgerliste Kenzingen (ABL)            | 20,5 %        | + 3,7  | 5     | + 2 |
| Mir in Kenzingen (MiK)                        | 10,6 %        | + 2,3  | 2     | + 1 |

### Bürgermeister
Bürgermeister ist seit dem 1. Juni 2024 Dirk Schwier. Er wurde in der Stichwahl am 3. März 2024 mit 55,5 Prozent der Stimmen gewählt.
| Amtszeit  | Name              |
| --------- | ----------------- |
| 1901–1910 | Karl Beck         |
| 1910–1931 | Josef Baptist     |
| 1931–1946 | Josef Kreth       |
| 1946–1950 | Otto Fasoli       |
| 1950–1959 | Camill Leberer    |
| 1959–1979 | Walter Rieder     |
| 1979–1995 | Claus Kopinski    |
| 1995–1999 | Edeltraud Bart    |
| 2000–2024 | Matthias Guderjan |
| seit 2024 | Dirk Schwier      |

### Verwaltungsverband
Kenzingen ist Sitz des Gemeindeverwaltungsverbandes Kenzingen-Herbolzheim, dem neben den Städten Kenzingen und Herbolzheim auch die Gemeinden Rheinhausen im Breisgau und Weisweil angehören.

### Wappen
Die Blasonierung des Stadtwappens lautet: „In gespaltenem Schild unter blauem Schildhaupt worin ein silberner Flug, vorn in Rot ein silberner Balken, hinten in Silber zwei pfahlweis gestellte abgewendete blaue Fische.“
Die Stadtfarben sind Rot-Blau.

### Städtepartnerschaften
Am 8. Juli 2007 wurde in Kenzingen eine Partnerschaft zwischen der Stadt im Breisgau und der kroatischen Stadt Vinkovci besiegelt. Regelmäßig finden gemeinsame Veranstaltungen wie Austausche statt. Auch auf dem Kenzinger Stadtfest sind stets Gäste aus Vinkovci anwesend.

## Wirtschaft und Infrastruktur

### Verkehr

#### Bahnverkehr
Der Bahnhof Kenzingen liegt an der Rheintalbahn, Abschnitt Basel – Offenburg. Im halbstündlichen Takt halten Regional-Expresse der Linie RE7, außerdem wird der Bahnhof von Regionalbahnen bedient. Die nächsten ICE-Halte sind in Freiburg (südlich, 25 Minuten mit dem Regional-Express) und in Offenburg (nördlich, 35 Minuten mit dem Regional-Express).

#### Radverkehr
Ab 2026 soll Kenzingen am Fahrradverleihsystem Frelo teilnehmen. Dabei sind auch Stationen in den Ortschaften Nordweil und Hecklingen vorgesehen. 
Durch eine Alltagsroute aus dem Radnetz Baden-Württemberg ist Kenzingen über den Ortsteil Hecklingen und über Malterdingen und Teningen (Ortsteil Köndringen) mit Emmendingen und über Herbolzheim und Ringsheim mit Lahr verbunden. 
Durch den Osten Kenzingens verläuft als Landes-Radfernweg der Badische Weinradweg. Er führt von Malterdingen nach Kenzingen, er verläuft über die Herbolzheimer Ortsteile Wagenstadt und Tutschfelden weiter über Kippenheim nach Lahr.
Der Breisgau-Radweg führt von Herbolzheim über Kenzingen und Freiburg nach Breisach.

#### Fernstraßen
Kenzingen ist durch die Bundesstraße 3 (Buxtehude – Weil am Rhein), welche früher mitten durch die Stadt führte und heute als Umgehungsstraße am Ortskern vorbei geführt wird, sowie durch die Bundesautobahn 5 mit den Anschlussstellen Riegel (59, südlich) und Herbolzheim (58, nördlich) an das überregionale Straßennetz angeschlossen. Seit Mitte 2015 gilt von der Sparkasse im Süden und dem Kreisseniorenzentrum im Norden komplett Tempo 30.

#### Kreisverkehre

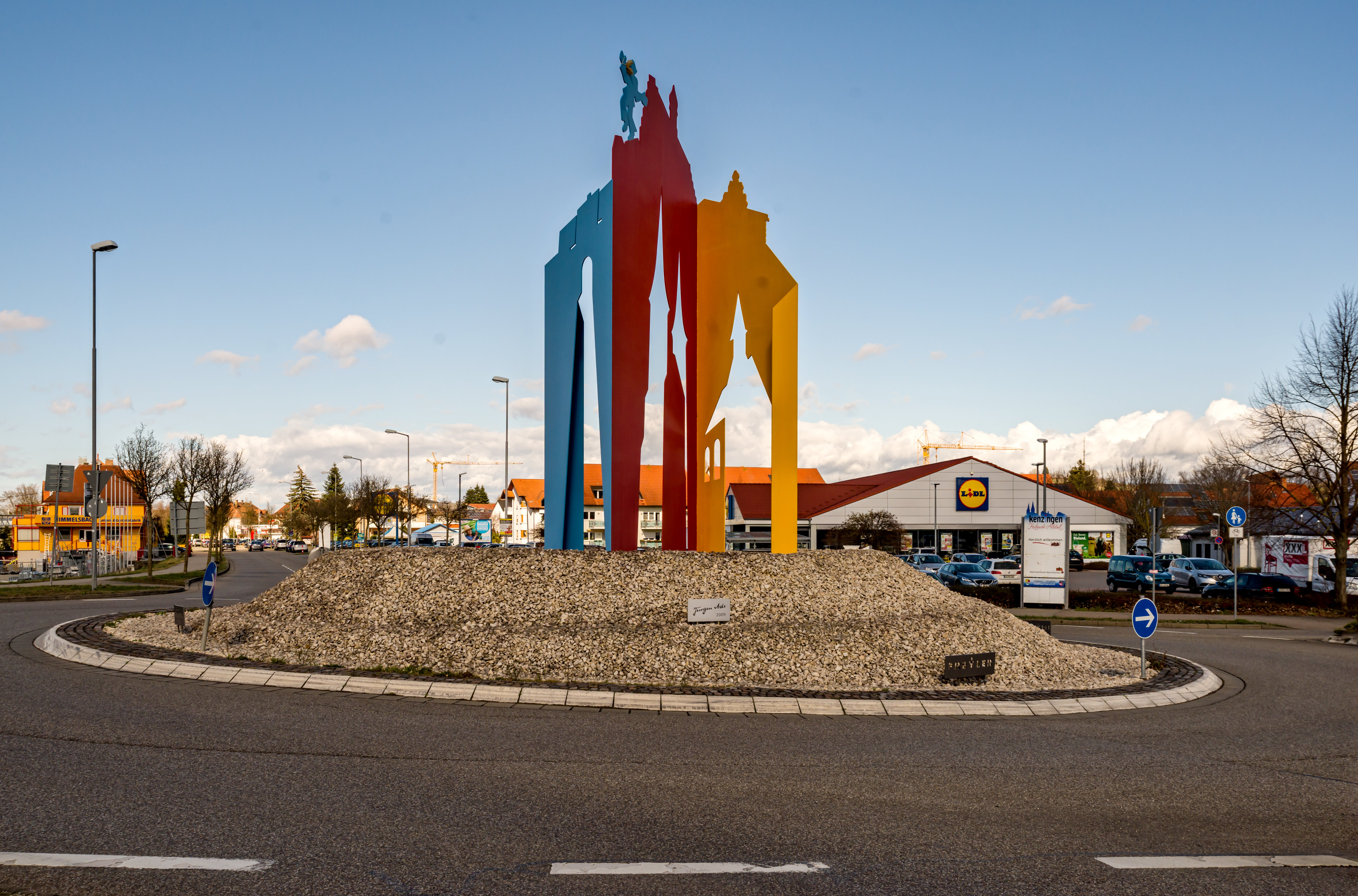
Kreisverkehr Süd Kenzingen

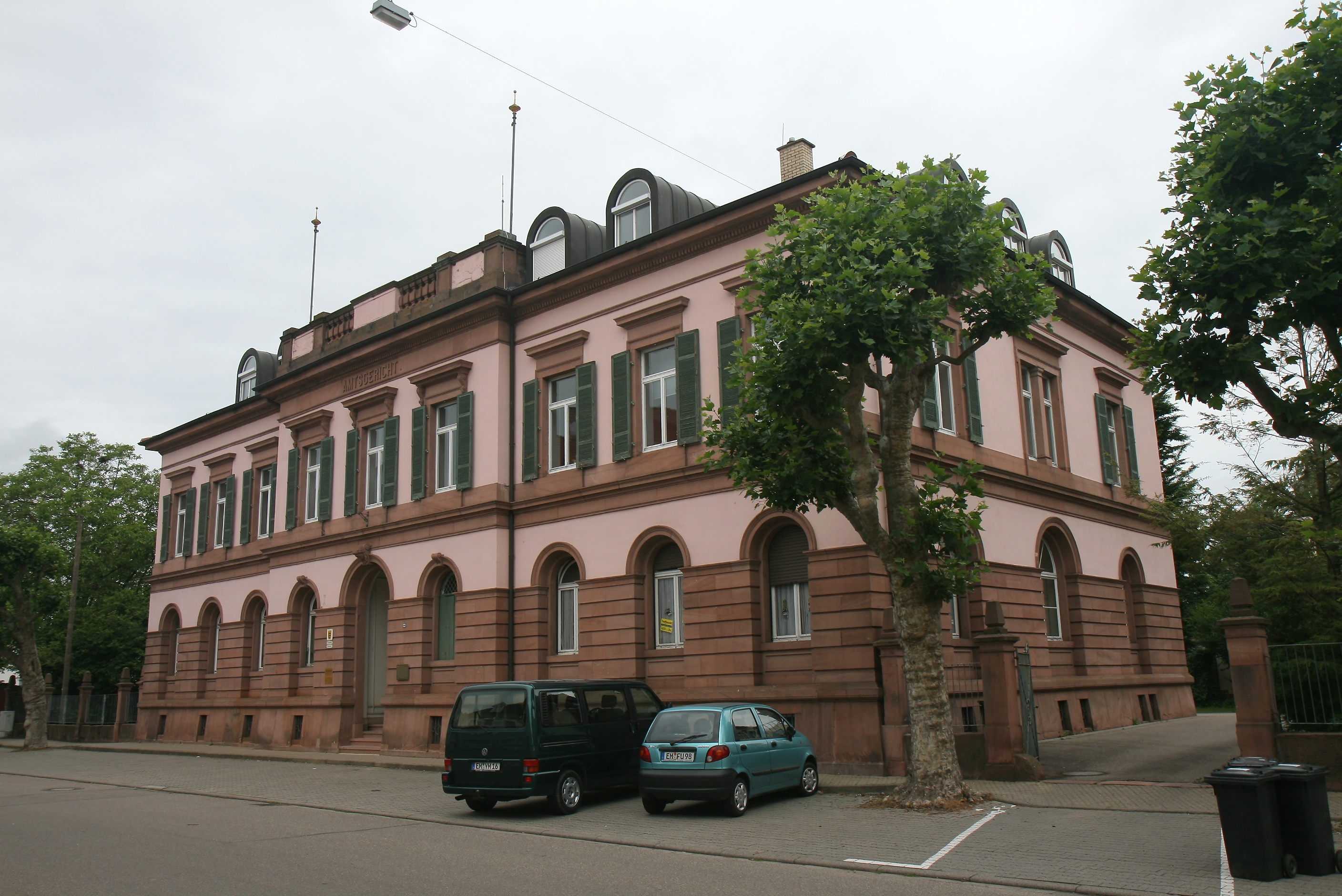
Amtsgericht

Am Ortseingang im Süden gibt es einen großen Kreisverkehr, der drei schöne Gebäude aus Kenzingen zeigt: die katholische Kirche, die evangelische Kirche und das Rathaus.
Am Ortseingang im Norden ist 2015 auch ein Kreisverkehr entstanden.

### Justiz
Das Amtsgericht Kenzingen gehört zum Landgerichtsbezirk Freiburg im Breisgau und zum Oberlandesgerichtsbezirk Karlsruhe. Die Justizvollzugsanstalt Offenburg betreibt in Kenzingen eine Außenstelle für Freigänger.

### Bildung
Kenzingen ist ein alter Schulstandort; bereits für das Jahr 1300 ist eine Volksschule nachgewiesen. Neben dem Gymnasium gibt es in Kenzingen auch drei Grundschulen (in Kenzingen und in Hecklingen mit Außenstelle in Nordweil). Bis zum Schuljahr 2015/16 gab es in Kenzingen, im Verbund mit Rheinhausen im Breisgau und Weisweil, auch eine Werkrealschule. Heute befindet sich im ehemaligen Werkrealschulgebäude die Grundschule Kenzingen.

### Soziale Einrichtungen
Kenzingen hat drei Pflegeheime:
- das Haus am Franziskanergarten der Arbeiterwohlfahrt[20] im Bereich des ehemaligen Franziskanerklosters mit der Simultankirche Kenzingen in der Eisenbahnstraße,
- das Kreisseniorenzentrum St. Maximilian Kolbe in der Trägerschaft des Landkreises Emmendingen[21] wurde im Jahre 1931 gegründet und befindet sich heute in der Offenburger Straße,Gymnasium Kenzingen

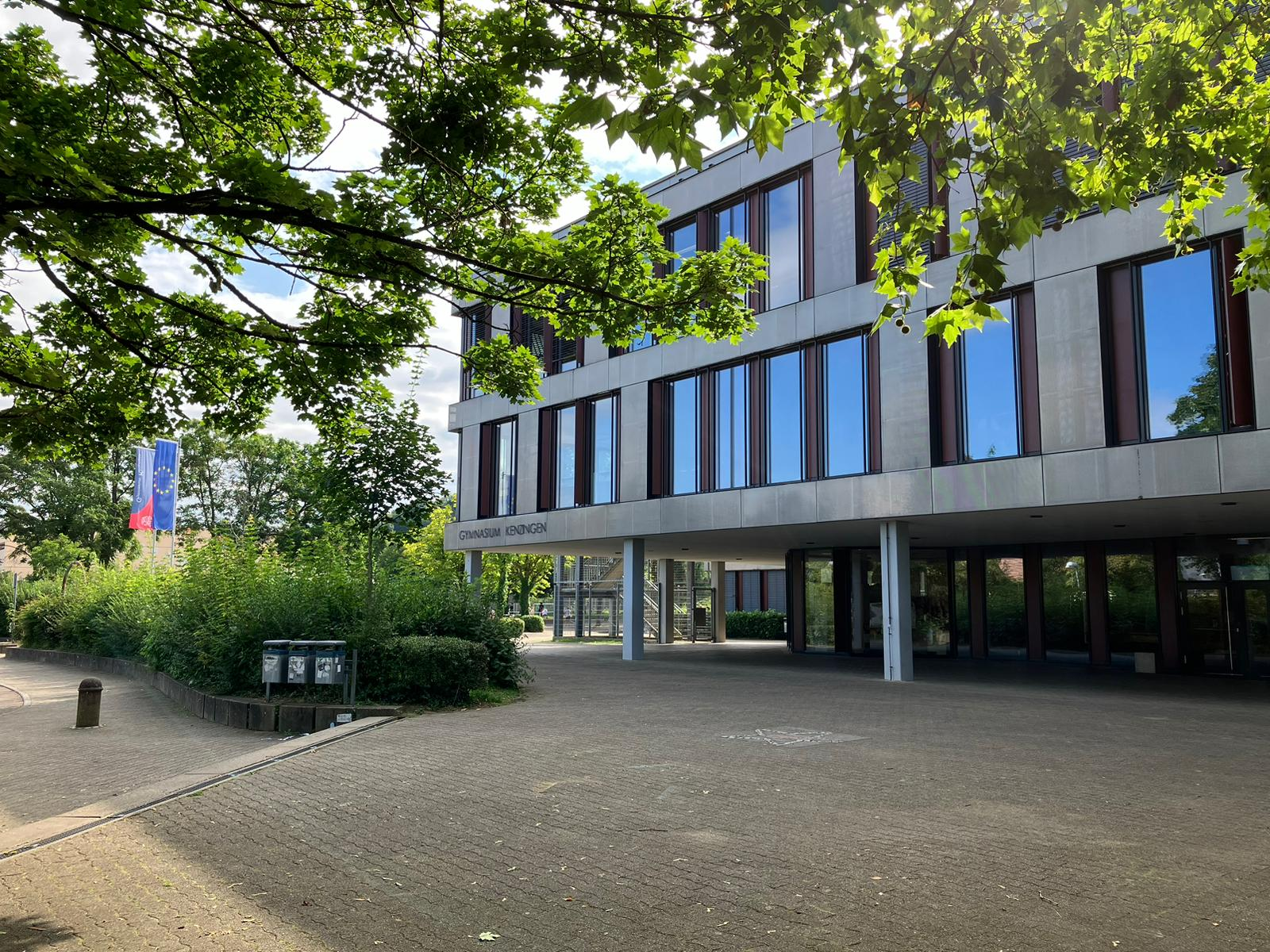
Gymnasium Kenzingen

- das Fachpflegeheim der BruderhausDiakonie in der Wiesenstraße[22]

Außerdem gibt es folgende Kindergärten bzw. -tagesstätten:
- Evangelischer Kindergarten
- KiTa Wonnental
- KiTa Breitenfeld
- KiTa Franziskanergarten
- KiTa Kinderhaus (im früheren Grundschulgebäude)
- KiTa Schnellbruck
- Naturkindergarten „Buntspechte“
- KiTa Bombach
- Katholischer Kindergarten St. Andreas Hecklingen
- KiTa Nordweil

## Kultur und Sehenswürdigkeiten

### Bauwerke
Trotz der Zerstörungen im Dreißigjährigen Krieg besitzt Kenzingen heute eine denkmalgeschützte Altstadt. Zu erwähnen ist u. a. das Schwabentor, das es auch als Modellbausatz der Firma Faller gibt.
Die zweitürmige katholische Pfarrkirche St. Laurentius, deren Bau bereits bei der Stadtgründung 1249 begann, vereinigt gotische und barocke Elemente. Zu ihrer Ausstattung gehören (diesen Künstlern zumindest zugeschriebene) Frühwerke von Johann Christian Wentzinger und Grabdenkmäler des Christoph von Urach.
Aus dem ehemaligen Franziskanerkloster, von 1657 bis 1662 errichtet, gingen das heutige Pflegeheim der Arbeiterwohlfahrt und eine Simultankirche hervor. Das Kirchenschiff beherbergt die evangelische Kirche Kenzingen und der durch eine Mauer getrennte Chor die katholische Spitalkapelle.
Anfang des 19. Jahrhunderts wurde der Friedhof von der Laurentiuskirche an die Bombacher Straße verlegt. Die heutige Friedhofskapelle, die einen Vorläufer hatte, wurde 1888 geweiht.

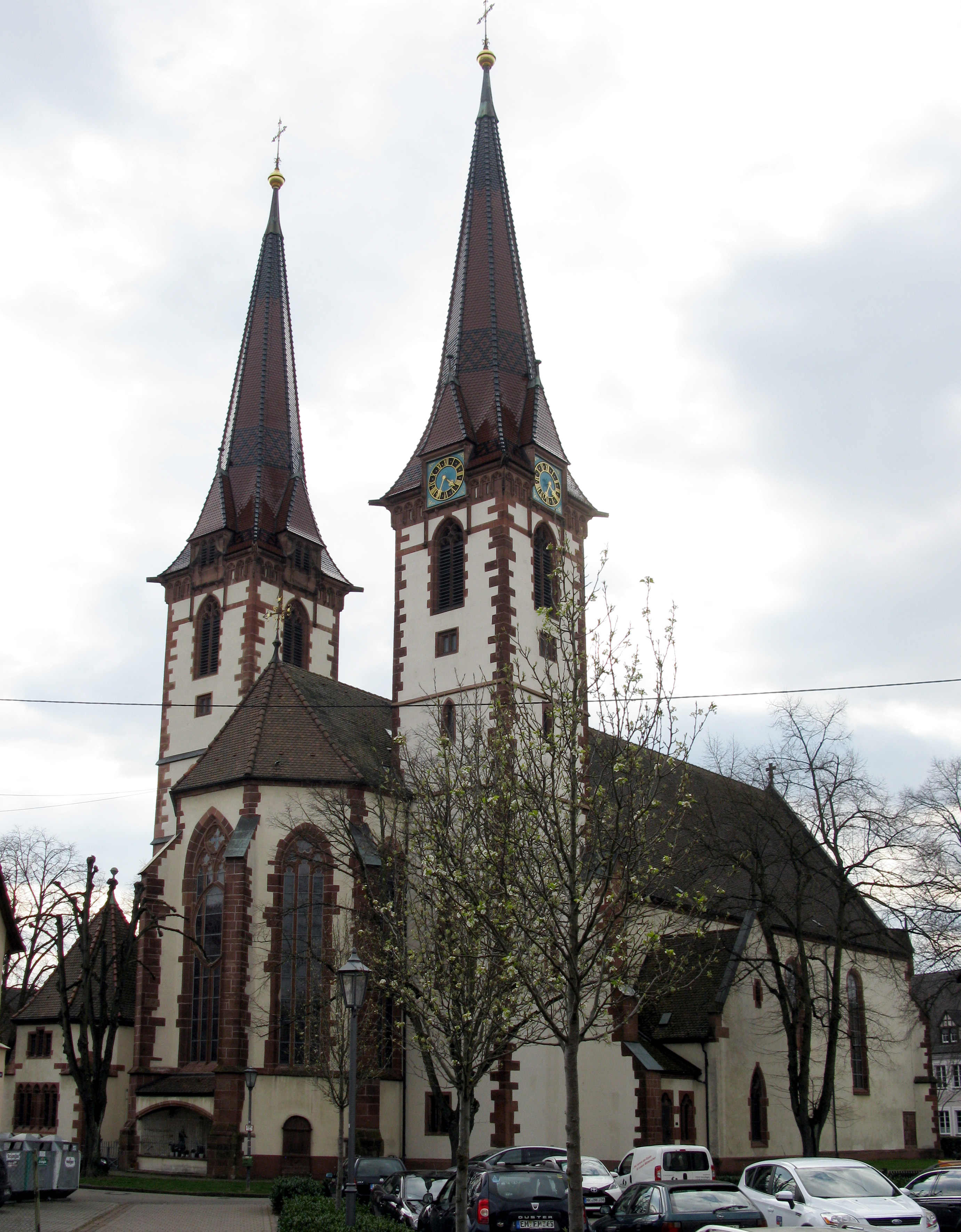
Kath. Pfarrkirche St. Laurentius
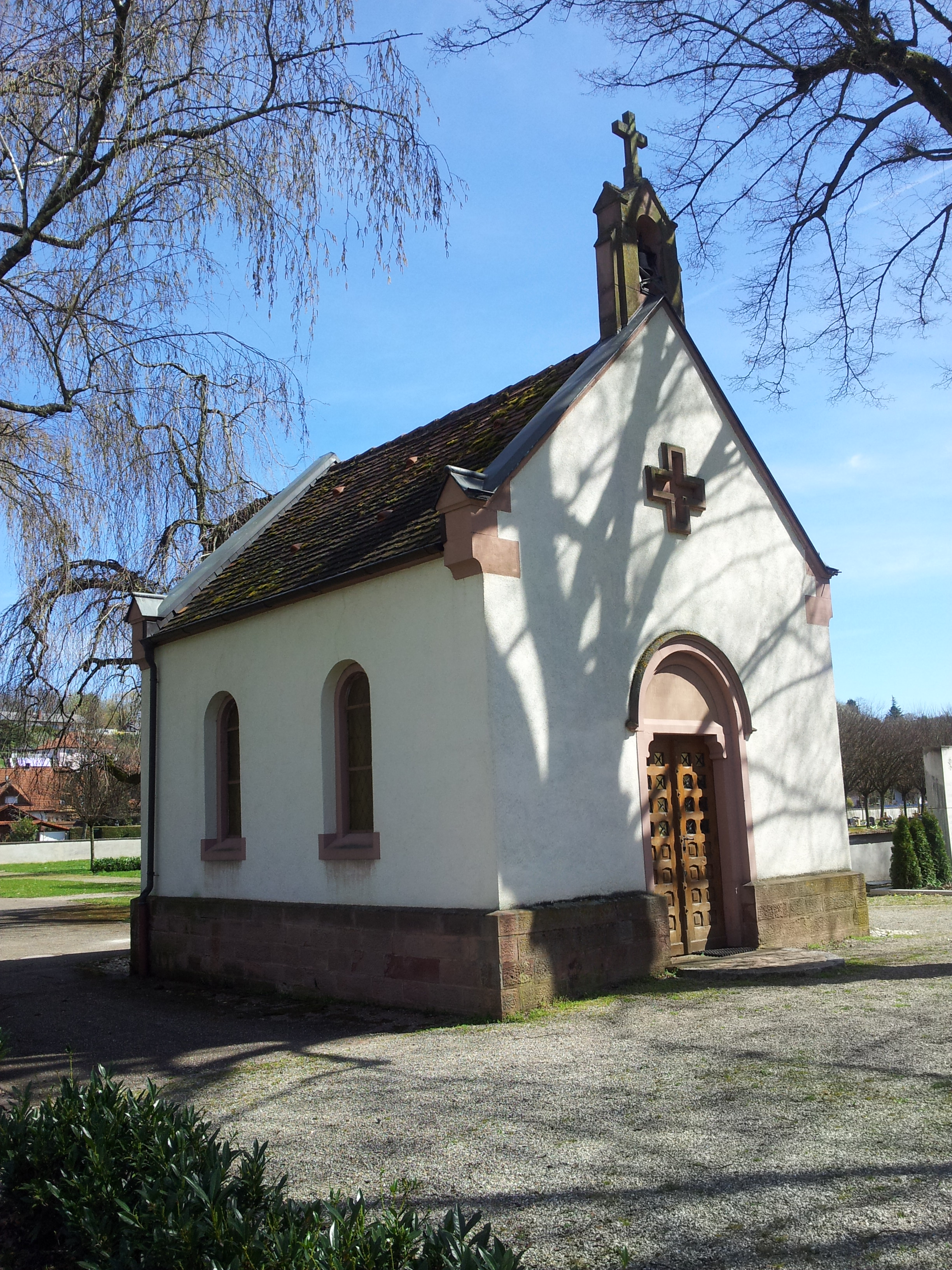
Friedhofskapelle
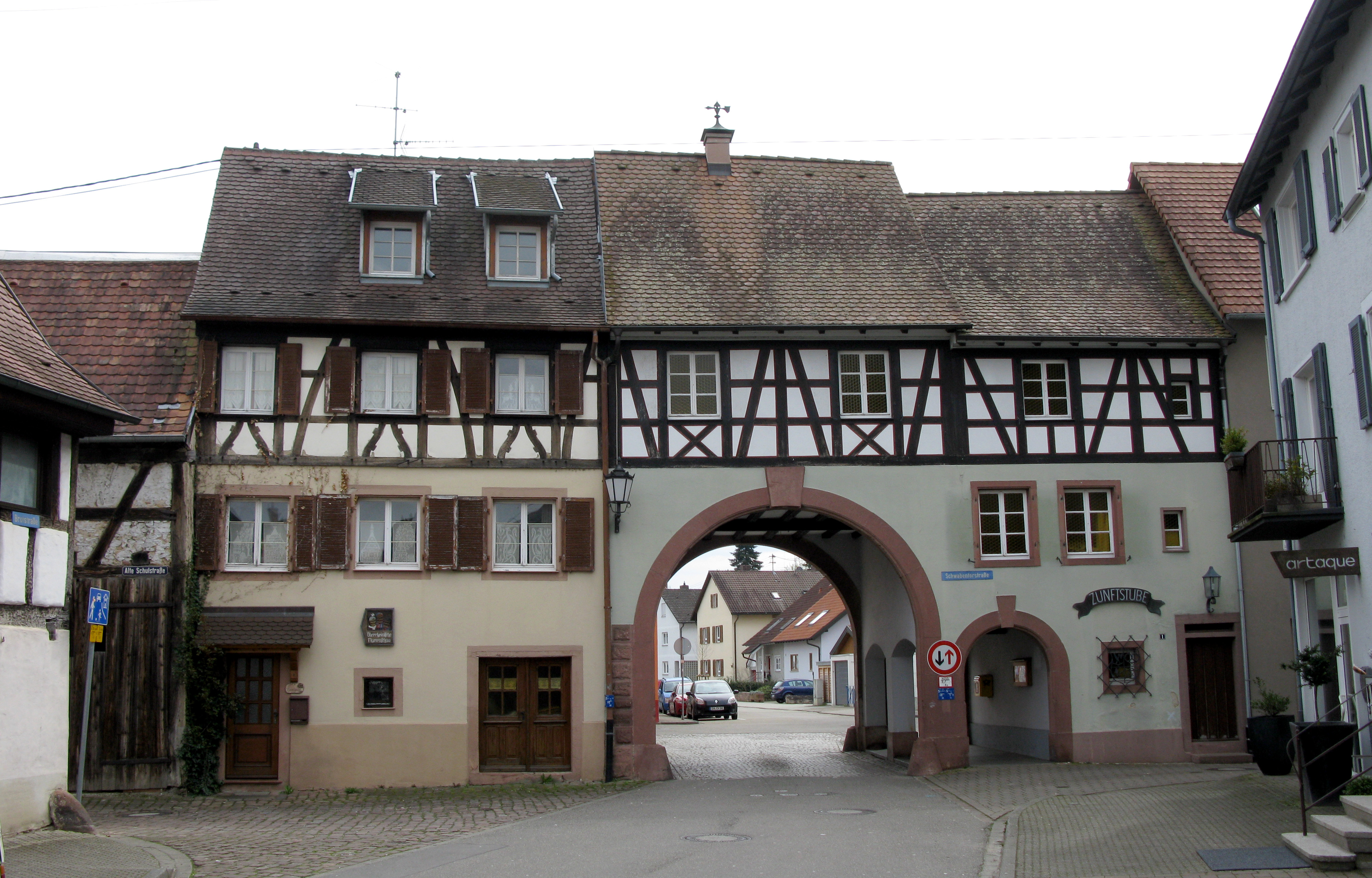
Schwabentor in Kenzingen
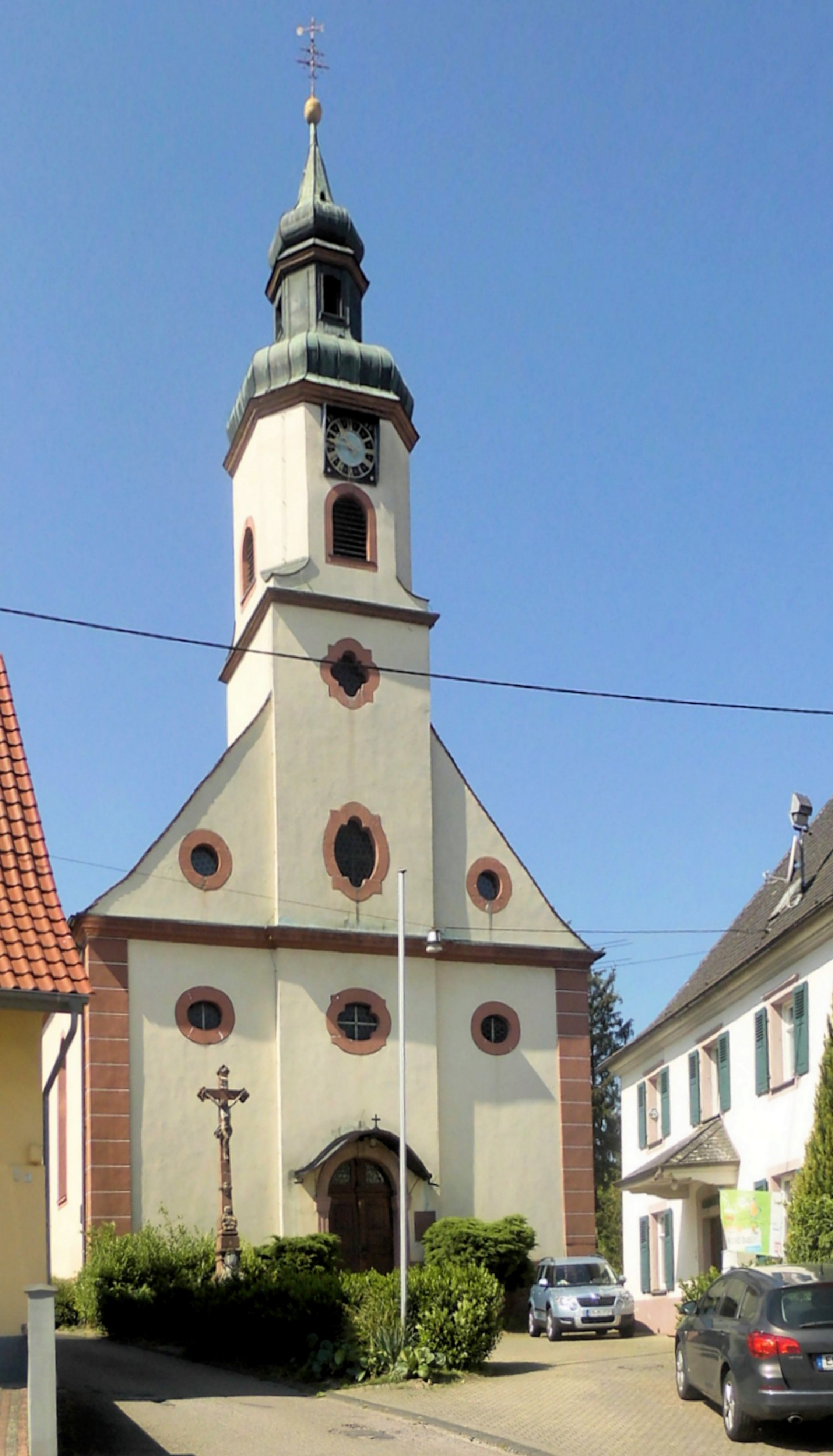
Kirche St. Sebastian im Ortsteil Bombach

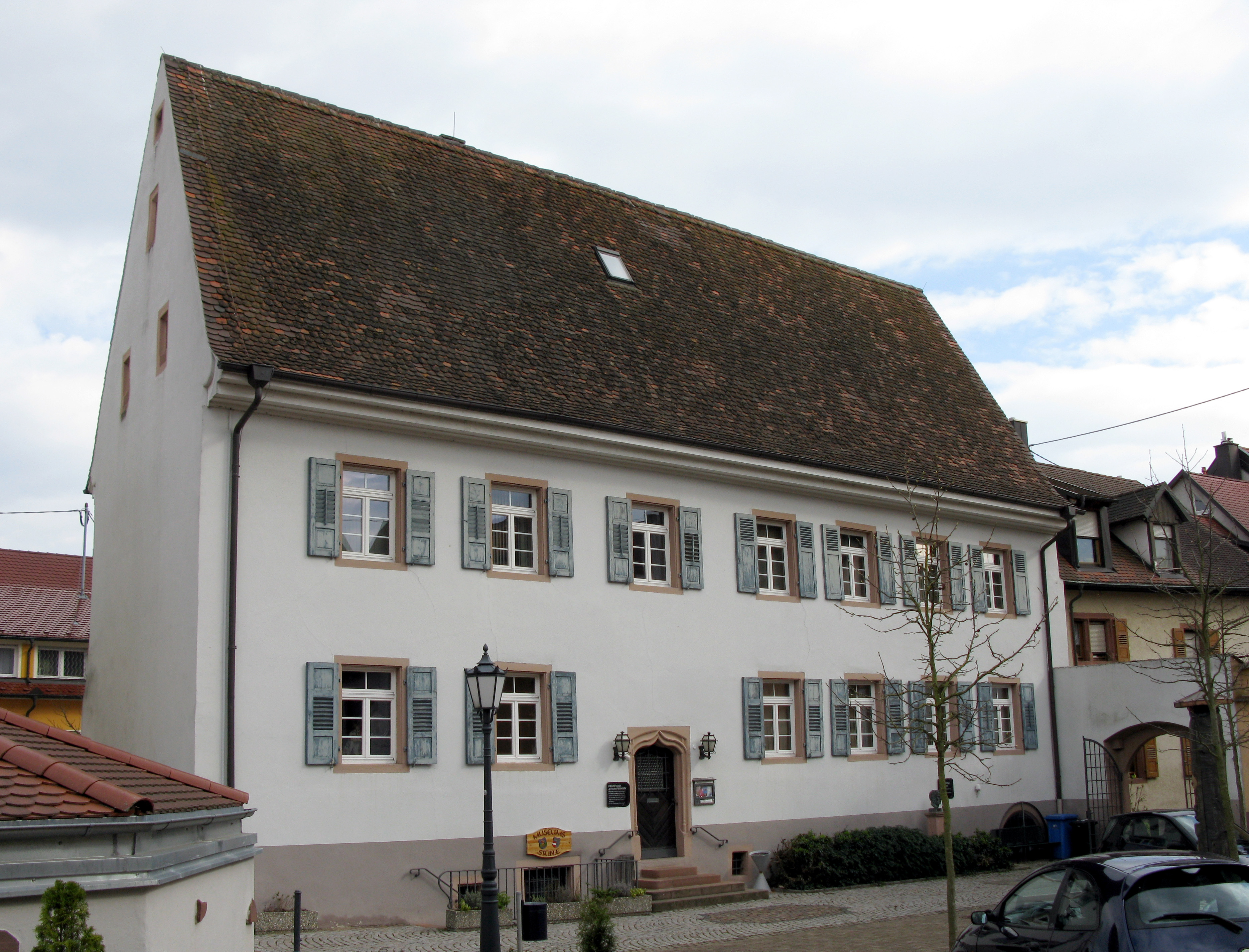
Oberrheinische Narrenschau

### Museen
Die Oberrheinische Narrenschau, das Fastnachtsmuseum des Verbandes Oberrheinischer Narrenzünfte, zeigt in der Alten Schulstraße 20 in einem historischen Gebäude der „Üsenbergervorstadt“ auf drei Etagen das Brauchtum um die alemannische Fasnet, die Masken und Narrenhäs der Zünfte am Oberrhein: von Oberkirch im Norden bis zum Hochrhein im Süden.

### Musik
- Die Stadtkapelle Kenzingen, ein Blasorchester mit Ursprung Mitte des 18. Jahrhunderts.
- Gesangverein Eintracht Kenzingen e. V.
- Evangelische Kantorei Kenzingen[26]
- Posaunenchor Kenzingen[27]
- Männergesangverein / Gemischter Chor Liederkranz Nordweil e. V.
- Männergesangverein Lichteneck Hecklingen e. V.
- Musikverein Bombach e. V.
- Musikverein Hecklingen e. V.
- Musikverein Nordweil e. V.
- TonArt Kenzingen e. V.[28]

### Kino

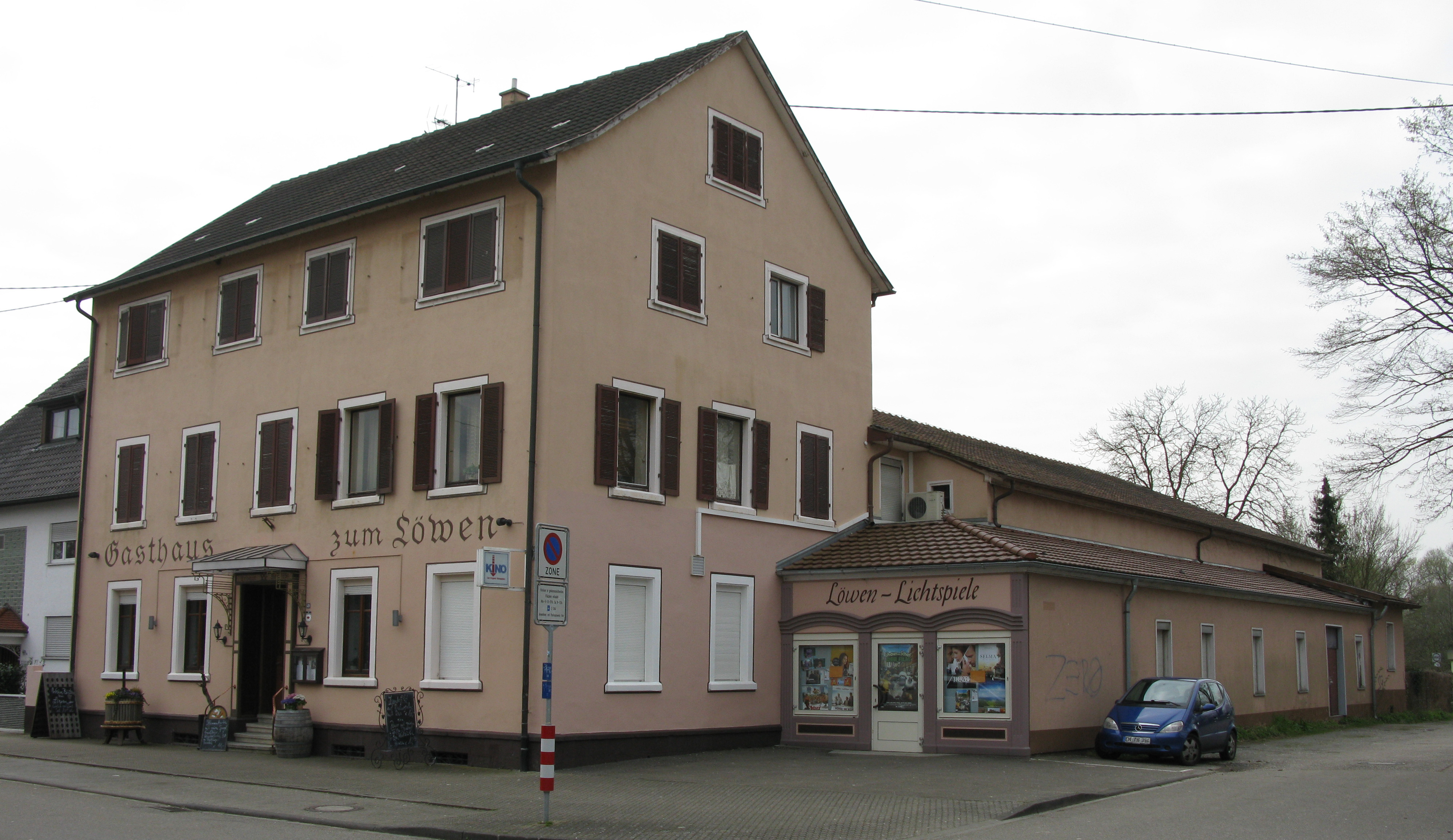
Löwen-Lichtspiele mit Gasthaus

Östlich der Bahnstrecke Mannheim–Basel in nächster Nähe zum Bahnhof Kenzingen befindet sich in einem Anbau des Gasthauses Zum Löwen mit den Löwen-Lichtspielen ein Kino, das Anfang der 1950er Jahre öffnete. Mitte Dezember 2021 schloss das Kino sowohl aus Altersgründen der Betreiber wie auch aufgrund der Covid-19-Pandemie. Dank dem bürgerschaftlichen Engagement gekoppelt mit der Unterstützung des Landesverbandes kommunaler Kinos konnte das Kino reaktiviert werden, was auch im Interesse der bisherigen Besitzer und Betreiber ist. Im Sommer 2022 wurde hierzu der Verein „Kultur in Kenzingen – Kino und mehr“ gegründet, dessen Hauptzweck der Erhalt des Kinos ist, darüber hinaus aber auch die Nutzung des Saales für andere Kulturveranstaltungen.

### Parks
Innerhalb des Stadtgebiets von Kenzingen gibt es folgende größeren Grünflächen:
- das Alte Grün im Süden an der Elz, mit einem Spielplatz und verschiedenen Skulpturen aus den Holzbildhauersymposien,
- den Friedhof nördlich der Bombacher Straße und
- den Park am AWO-Pflegeheim zwischen Eisenbahnstraße und nördlichem Unteren Zirkel.

### Sport
Kenzingen hat einige Sportvereine:
- SV Kenzingen 1910 e. V. (Fußball) – Gründung im April 1910 als 1. FC Kenzingen, 1946 Umbenennung in Sportverein Kenzingen.[32]
- TTSV Kenzingen (Tischtennis)[33]
- Turnerbund Kenzingen 1882 e. V.[34]
  - Abteilung Handball[35]

### Fasnacht

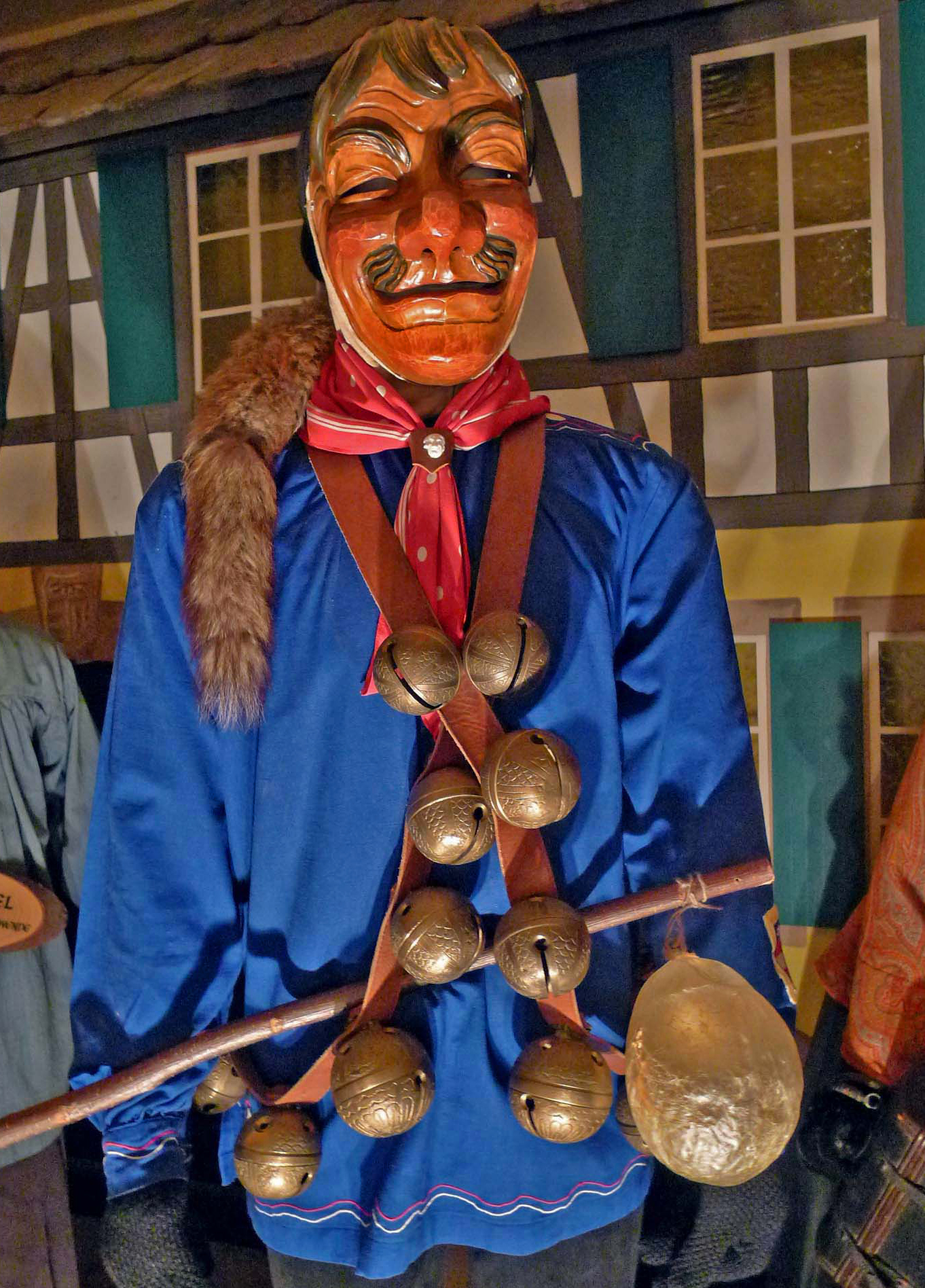
Wellebengel - Traditionelle Kenzinger Fasnet-Figur

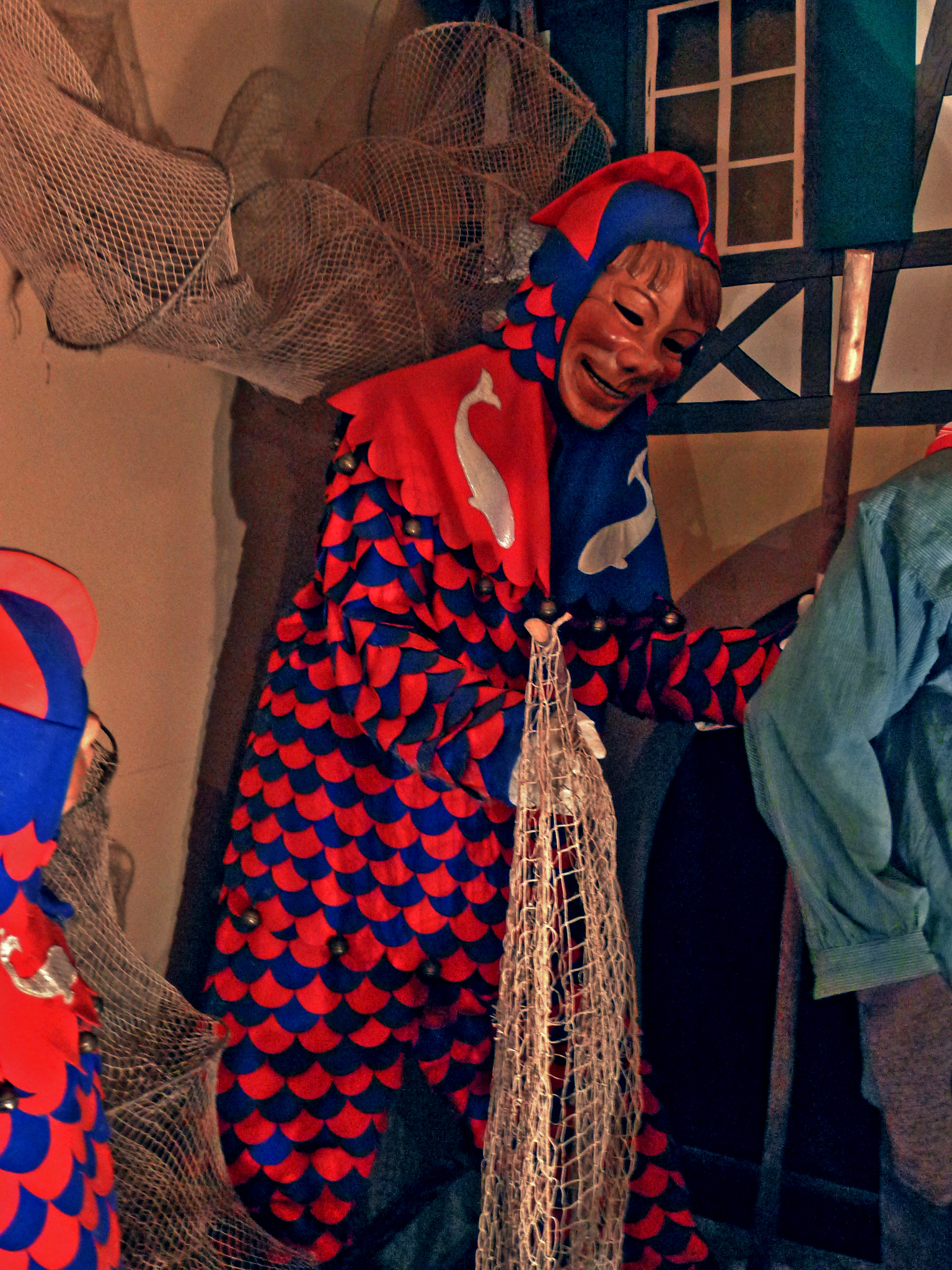
Fischerbuebe - Traditionelle Kenzinger Fasnet-Figur

In Kenzingen wird die alemannische Fasnachtstradition gepflegt. Hauptinitiator ist hier die Narrenzunft Welle-Bengel Kenzingen e. V. 1824. Daneben gibt es weitere närrische Vereinigungen wie die Kohler Hexen, die Galgenbuck-Teufel, die Bachdatscher in Nordweil und den Räwehupfer in Bombach. Das vom Verband Oberrheinischer Narrenzünfte betriebene Fastnachtsmuseum „Oberrheinische Narrenschau“ zeigt über 300 Narrenfiguren der alemannischen Fastnacht in ihrem „Häs“ sowie über 600 Masken, Larven und Schemen.

### Regelmäßige Veranstaltungen
- Weihnachtsmarkt: erstes Wochenende im Dezember auf dem Kirchplatz
- Klausmarkt: am ersten Donnerstag im Dezember
- Künstlerausstellung und Markt: im März/April und im September/Oktober
- Rock am Schloss in Hecklingen: Freitag nach Fronleichnam
- Tag der offenen Tür der Feuerwehr mit dem Künstlermarkt: im September/Oktober
- Preismaskenball der Narrenzunft: drei Wochen vor Fasnetbeginn[38]
- Großer Zunftkappenabend „D'r Narrespiegel“ der Narrenzunft: eine Woche vor Fasnetbeginn
- Uralte Kenzinger Fasnet: vom Schmutzigen Donnerstag bis Fasnetdienstag
- Georgenmarkt (Krämermarkt): im März/April
- Traditionelle Hecklinger Fasnet: vom Schmutzigen Donnerstag bis zum Fasnetdienstag
- Traditionelle Nordweiler Fasnet mit Narrenzunft Bachdatscher
- Nordweiler Weinfest im Steinbruch alle zwei Jahre
- Nordweiler Musikfest im Wechsel mit dem Weinfest
- Bombacher Weinfest: am ersten Wochenende im August

## Persönlichkeiten

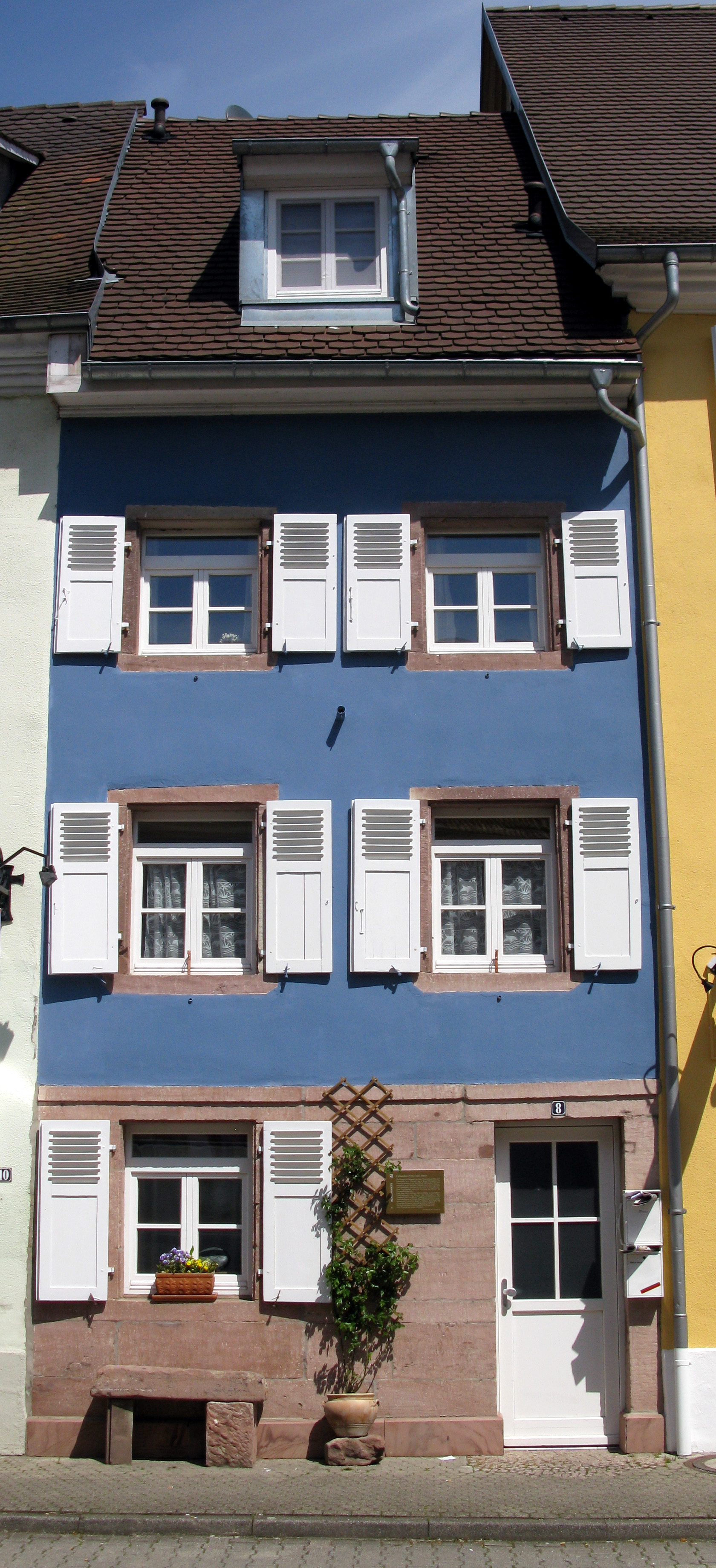
Geburtshaus von Franz Sales Meyer

### Ehrenbürger
- Bernhard Bilharz, ehemaliger stellvertretender Bürgermeister
- Karl Eschbach, ehemaliger langjähriger Ortsvorsteher von Hecklingen

- Erhard Hensle, ehemaliger langjähriger Ortsvorsteher von Nordweil
- Franz Sales Meyer, Architekt und Professor
- Rolf Schmidt, ehemaliger stellvertretender Bürgermeister

### Söhne und Töchter der Stadt
- um 1400, Nikolaus Stocker, Abt im Kloster St. Blasien
- um 1700, Franz Ruedhart, Baumeister, schuf 1743 die Kirche St. Martin in Riegel am Kaiserstuhl
- um 1790, Sebastian Frey, † 1878, Verwaltungsbeamter und Richter
- 1797, 18. November, Joseph Rieder, † 24. Oktober 1848 in Wolfach, badischer Oberamtmann
- 1821, 17. Juni, Gebhard Kromer, † 21. August 1849 in Freiburg im Breisgau, badischer Soldat und Revolutionär
- 1849, 9. Dezember, Franz Sales Meyer † 6. November 1927 in Karlsruhe, Aquarellmaler, Professor an der Karlsruher Kunstgewerbeschule und Ehrenbürger von Kenzingen[39]
- 1874, 9. August Paul Schwoerer, † 29. April 1959 in Freiburg im Breisgau, badischer Landeskommissär
- 1886, 16. Mai, Ernst Hamm (1886–1952), Architekt, Ingenieur
- 1890, 13. Mai, Robert Scharbach, † 4. April 1966 in Freiburg im Breisgau, deutscher Holz- und Steinbildhauer
- 1891, 15. März, Heinrich Ochsner, † 15. September 1970 in Freiburg im Breisgau, deutscher Philosoph
- 1939, 12. September, Hubert Konrad Frank, † 18. August 2014 in Bergisch Gladbach, deutscher Schriftsteller[39]
- 1948, 22. Januar, Günter Spies, Kunstturner
- 1949, 1. Juli, Franz Fehrenbach, deutscher Industriemanager, Vorsitzender des Aufsichtsrats der Robert Bosch GmbH
- 1950, 12. Juli, Helmut Rieder, Mathematiker
- 1953, Camill Leberer, deutscher Bildhauer, Fotograf und Maler[39]
- 1955, 26. März, Paul Witt, Professor für Kommunales Wirtschaftsrecht, Rektor der Hochschule Kehl
- 1956, 31. Juli, Harald Roser, Architekt und Hochschullehrer
- 1960, 8. Juni, Alfred Markus Müller, Maler und Bildhauer
- 1963, 6. Dezember, Gabi Rolland, Politikerin (SPD), seit 2011 Abgeordnete im Landtag von Baden-Württemberg
- 1965, 11. Januar, Renatus Scheibe, † 27. Juli 2023 in Meiningen, deutscher Schauspieler und Autor/Komponist für Bühnen- und Theatermusik
- 1966, 4. Juni, Hans-Jörg „No Way“ Rey, Extreme-Mountainbiker
- 1970, 26. Juni, Mark Pinger, Schwimmer, Medaillengewinner bei Olympia
- 1972, Michael Bilharz, Wirtschafts- und Sozialwissenschaftler

### Weitere Persönlichkeiten
- Nikolaus von Frauenfeld, auch Nikolaus von Kenzingen, (vor 1288–1344), Bischof von Konstanz, war 1301 Kirchherr in Kenzingen[40]
- Jakob Otter (1485–1547), Theologe und Reformator, wirkte zwischen 1522 und 1524 in Kenzingen
- José Cabanis (1922–2000), französischer Schriftsteller, hatte von 1943 bis 1945 in der Kenzinger Munitionsfabrik Zwangsarbeit zu leisten
- Friedrich Dittes (Steueramtmann) (1883–1960), einer der vier badischen Teilnehmer der Barmer Bekenntnissynode, wirkte Ende Mai 1934 bei der Abfassung der Barmer Theologischen Erklärung mit[41]
- Hans Entertainment (* 1994), Facebook-Influencer[42]